# Smrt Adolfa Hitlera

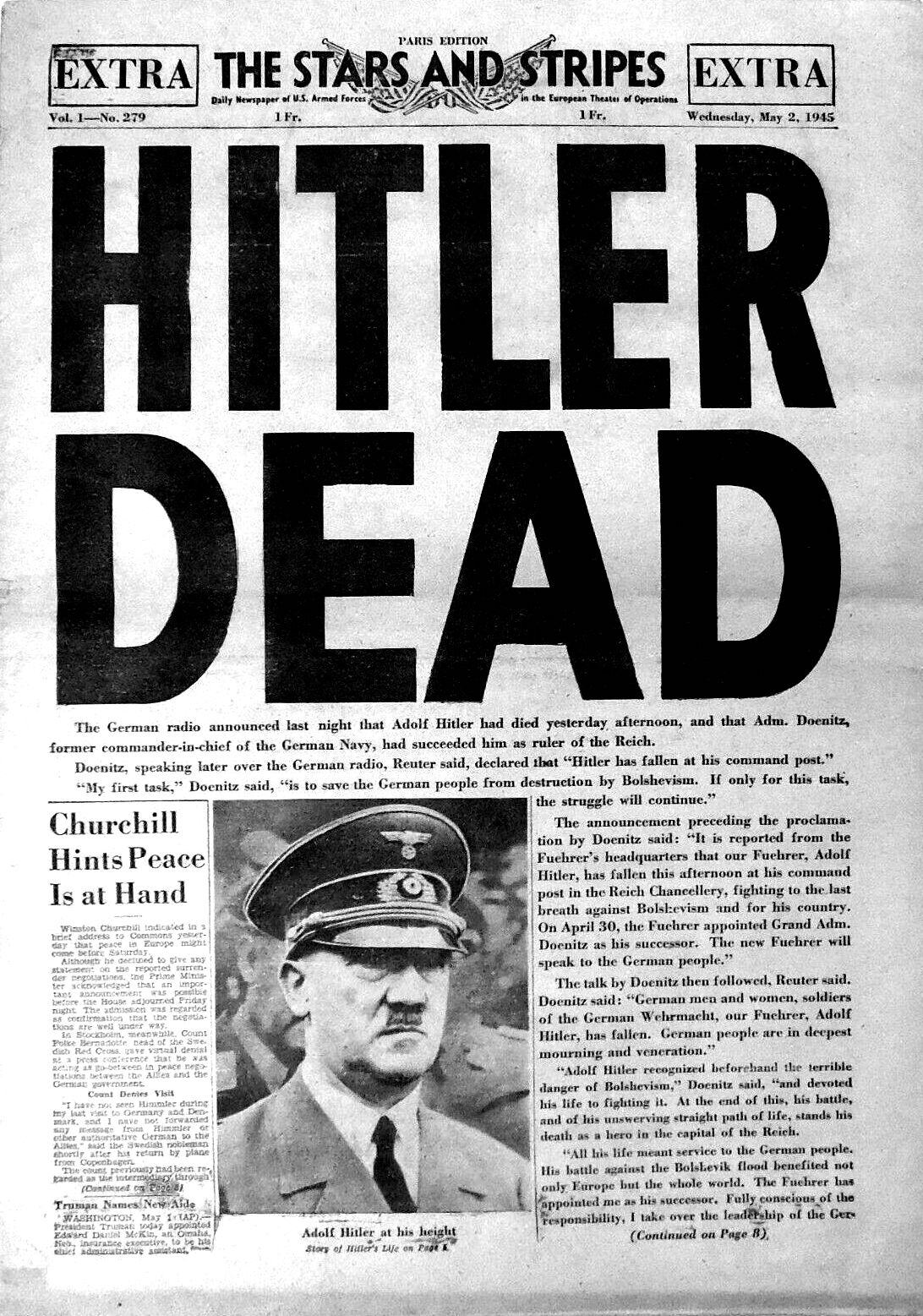
Titulní strana Stars and Stripes z 2. května 1945 oslavující Hitlerovu smrt

Smrt Adolfa Hitlera nastala 30. dubna 1945, když se zastřelil ve svém bunkru v Berlíně. Jeho žena Eva Braunová spáchala sebevraždu společně s ním požitím silně jedovatého kyanidu. Jejich těla byla dle Hitlerova příkazu vynesena únikovým východem z bunkru, polita benzínem a spálena v zahradě říšského kancléřství. V sovětských archivech existují záznamy, že jejich ohořelá těla byla zachována a následně několikrát pohřbena na různých místech, než byla v roce 1970 naposled exhumována, spálena a jejich popel rozptýlen.

## Příčina Hitlerovy smrti
Příčina Hitlerovy smrti se ve zprávách různí – některé uvádějí, že zemřel pouze na otravu jedem, jiné zas, že se zastřelil a současně rozkousnul ampuli s kyanidem. Současní historikové tyto zprávy odmítají s tím, že buď jde o sovětskou propagandu, nebo se jedná o pokus sladit rozdílné závěry. Jeden očitý svědek uvedl, že tělo jevilo známky průstřelu skrz ústa, což se později ukázalo jako nepravděpodobné. Z Hitlerových ostatků měly zůstat v moskevských archivech pouze část lebky a čelisti. Avšak zatímco zuby v čelistní kosti odpovídaly Hitlerovým stomatologickým záznamům, testy DNA z lebeční kosti v roce 2009 ukázaly, že patřila ženě ve věku mezi 20 a 40 lety. V roce 2018 francouzští patologové znovu zkoumali dochované zuby a spodní čelist a definitivně potvrdili, že skutečně patřily Hitlerovi. Následky chemických reakcí také potvrdily pozření kyanidu.

## Předcházející události
Počátkem roku 1945 se německá vojenská situace blížila úplnému kolapsu. Polsko padlo do rukou postupující sovětské armády směřující k řece Odře mezi Kostřínem a Frankfurtem, 82 kilometrů východně od hlavního cíle, Berlína. Hitler sledoval spojenecké vítězství v Ardenách ze svého velitelství Alderhorst, po kterém britské a kanadské síly překročily Rýn a postoupily až do Porúří, německého průmyslového centra. Americká armáda obsadila jižněji Lotrinsko a postupovala na Mainz, Mannheim a Rýn. V Itálii byla německá armáda nelítostně tlačena k severu silami Ameriky a Commonwealthu jako součást ofenzivy s cílem překročení řeky Pád a následně i Alp. Během probíhajících akcí se spojenci sešli mezi 4. a 11. únorem na jaltské konferenci, kde projednávali důsledky války v Evropě.

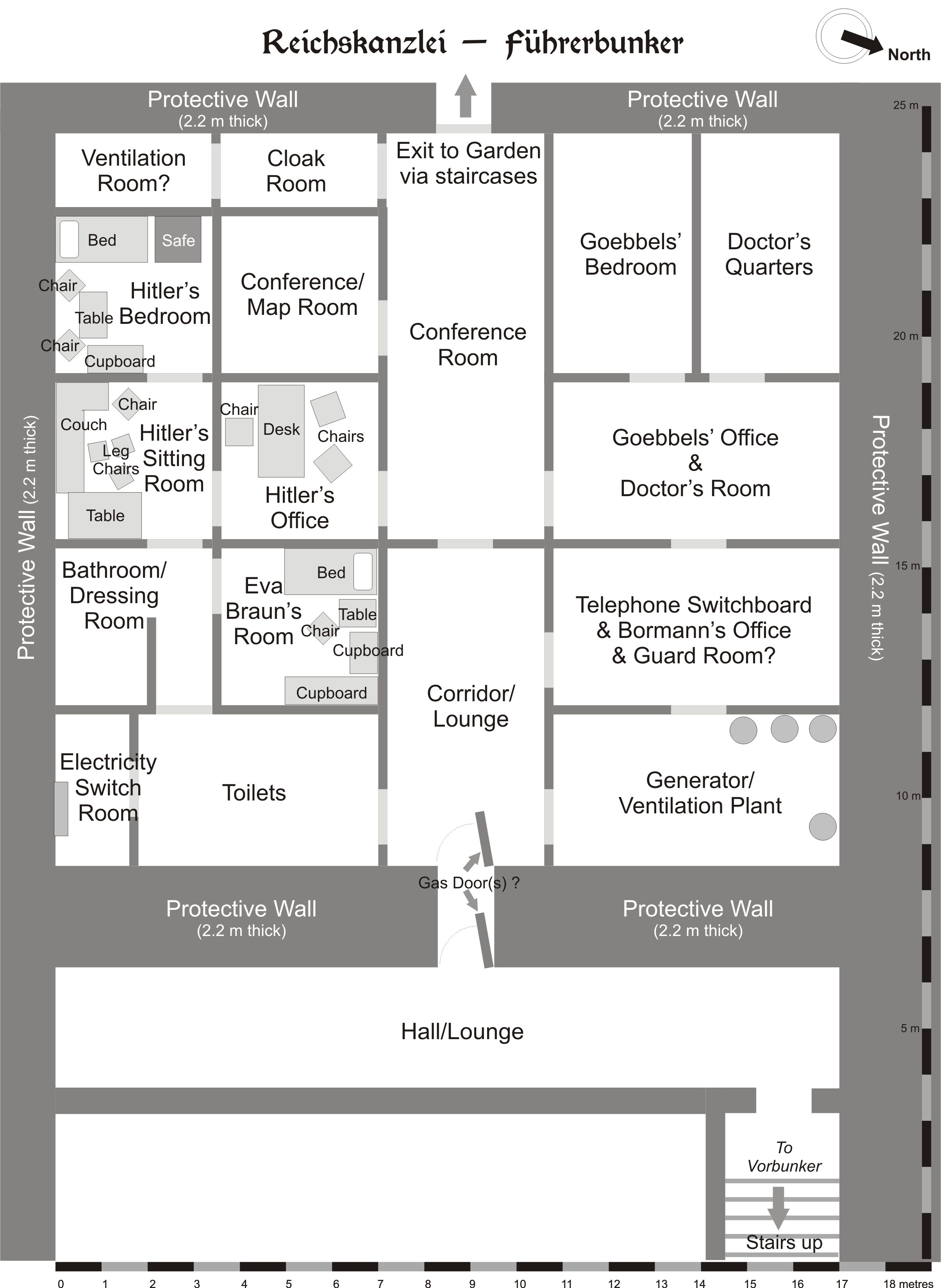
Schéma vůdcova bunkru

Hitler ustoupil do svého bunkru 16. ledna 1945 a koncem února předsedal rychle se rozpadající Třetí říši. Nacistickému velení bylo jasné, že bitva o Berlín bude koncem války. Prvního dubna se americká armáda dostala až k řece Labe. Stalin, který nevěřil jaltským dohodám, řekl Eisenhowerovi, že "ztratil zájem o Berlín" a ofenzivu zahájí v květnu 1945. Byl neoblomný ve svém úmyslu dobýt Berlín na Svátek práce (1. května 1945). Své armádě nařídil provést 16. dubna ofenzivu u Seelower Höhen, poslední velké německé obranné linie. 19. dubna se odtud Němci dali na ústup. Berlín byl bombardován sovětským dělostřelectvem poprvé 20. dubna (na Hitlerovy narozeniny) a 21. dubna večer dosáhly sovětské tanky předměstí Berlína.
Na odpolední konferenci 22. dubna utrpěl Hitler nervový kolaps, když byl informován, že Steinerova armáda neměla dostatek sil k ofenzivě na pomoc Berlínu, kterou jí nařídil. Hitler napadl své generály a obvinil je z neschopnosti a zrady, a nakonec poprvé přiznal, že válka je ztracena. Oznámil, že zůstane v Berlíně až do konce a pak se zastřelí. Později téhož dne se zeptal lékaře SS, doktora Wernera Haase, na nejspolehlivější metodu sebevraždy. Ten mu navrhl kombinaci otravy jedem spolu se střelením se do hlavy.
Dne 27. dubna byl Berlín kompletně odříznut od zbytku Německa. Zabezpečené rádiové spojení s obrannou linií bylo ztraceno a generálové v bunkru se spoléhali na telefonní linky k vydávání rozkazů a veřejné rádio k získávání informací. 28. dubna byla zachycena zpráva BBC pocházející od Reuters a doručena Hitlerovi. Stálo v ní, že Reichsführer-SS Heinrich Himmler nabídl kapitulaci západním spojencům, kteří ji odmítli. Himmler naznačil, že měl pravomoc k uskutečnění takové kapitulace. Hitler to považoval za zradu. Během odpoledne jeho zloba a hořkost vyústily v hněv na Himmlera. Hitler nařídil zatknout Himmlera a Hermanna Fegeleina (Himmlerův zástupce v Hitlerově velitelství v Berlíně) nechal zastřelit.
Po půlnoci 29. dubna si Hitler vzal Evu Braunovou v malém civilním obřadu v místnosti s mapami. Antony Beevor řekl, že Hitler poté uspořádal skromnou snídani se svou novou ženou. Poté vzal svou sekretářku, Traudl Junge, do vedlejší místnosti a sepsal s ní svou poslední vůli a závěť. Ve čtyři hodiny ráno tyto dokumenty podepsal a šel spát (některé zdroje uvádějí, že poslední vůli a závěť sepsal těsně před svatbou, všechny se ale shodují na čase podepsání).
Během událostí 29. dubna se Hitler dozvěděl o smrti svého spojence, Benita Mussoliniho, který byl popraven italskými partyzány. Jeho tělo bylo stejně jako tělo jeho milenky, Clary Petacci, pověšeno hlavou dolů. Později byla obě těla odříznuta a ležela ve stoce, kde byla hanobena pomstychtivými Italy. Tyto události Hitlera pravděpodobně utvrdily v jeho rozhodnutí nedovolit, aby bylo zachováno jeho tělo a tělo jeho manželky, což později vyjádřil ve své závěti. To odpoledne vyjádřil pochybnosti nad kyanidovými ampulemi opatřenými skrz Himmlerovo SS. Nařídil svému lékaři, aby jednu vyzkoušel na jeho fence Blondi. Výsledkem bylo uhynutí zvířete. Večer na poslední válečné poradě načrtl generál Helmuth Weidling obrázek bojové situace a potvrdil, že boje nevyhnutelně skončí během příštích 24 hodin. Hitler, který vypadal, že byl smířený s osudem, souhlasil s průlomem jednotek v malých skupinách, ale zakázal, aby se město vzdalo. V jednu hodinu ráno generál Wilhelm Keitel oznámil, že všechny jednotky, na které Hitler spoléhal, byly buďto obklíčeny, nebo přešly do defenzivy.

## Sebevražda

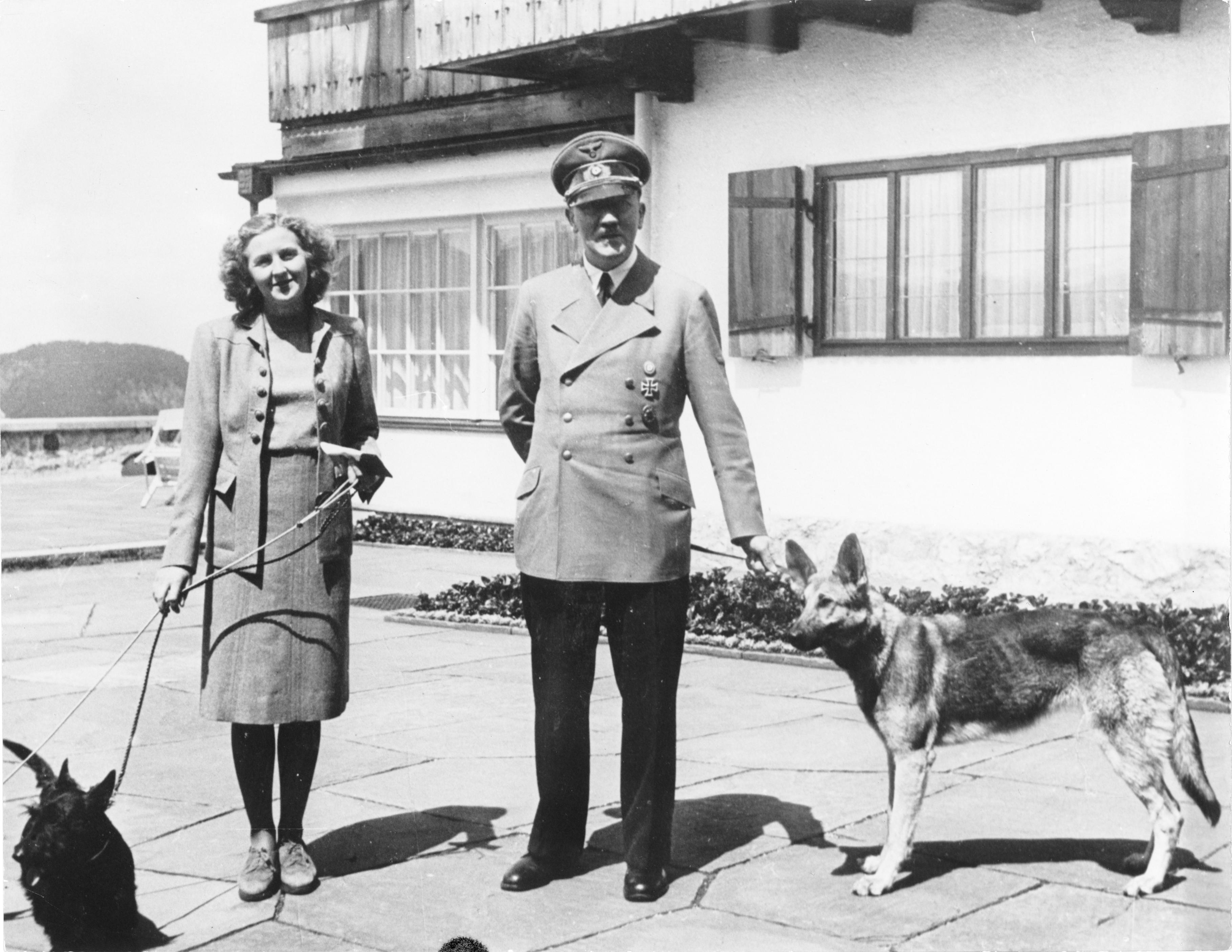
Eva Braunová a Hitler s Blondi (červen 1942)

Adolf Hitler a Eva Braunová strávili v bunkru jako manželé méně než 40 hodin. Dopoledne 30. dubna, zatímco se sovětské jednotky nacházely méně než 500 metrů od bunkru, měl Hitler schůzku s generálem Helmuthem Weidlingem, velitelem obrany Berlína, který ho informoval, že vojákům do večera pravděpodobně dojde munice. Weidling požádal Hitlera o povolení k průlomu, s čímž byl dříve neúspěšný. Hitler nejprve neodpověděl, a tak se Weidling vrátil do svého velitelství v Bendlerblocku. Přibližně ve 13:00 dostal od Hitlera povolení pokusit se večer o průlom. Hitler poté obědval se svými dvěma sekretářkami a kuchařem. Po obědě se on a jeho žena rozloučili s personálem a obyvateli bunkru včetně Goebbelsovy rodiny, Martina Bormanna, svých sekretářek a několika důstojníků. Okolo 14:30 se Adolf a Eva Hitlerovi odebrali do vůdcovy pracovny.
Několik svědků později uvedlo, že slyšeli hlasitý výstřel kolem 15:30. Po několikaminutovém čekání Hitlerův komorník Heinz Linge společně s Bormannem otevřel dveře do pracovny. Linge později uvedl, že okamžitě ucítil zápach po hořkých mandlích, typický pro kyanovodík. Hitlerův pobočník Otto Günsche vstoupil do pracovny a nalezl na pohovce dvě těla bez známek života. Eva, s nohama skrčenýma u sebe, byla po Hitlerově levici a odkláněla se od něj. Günsche řekl, že Hitler „...seděl...se skloněnou hlavou a ze spánku mu odkapávala krev. Zastřelil se svou pistolí Walther PPK 7.65.“ Zbraň mu ležela u nohou a podle Rochuse Mische jeho hlava ležela na stolku před ním. Krev kapající z Hitlerova spánku a brady udělala na pravém opěradle velkou skvrnu a stékala až na koberec. Podle Linga nebylo na těle Evy patrné žádné fyzické poranění a její tvář ukazovala na způsob smrti - otravu kyanidem. Günshe a Mohnke jednoznačně potvrdili, že lidé z venku ani personál neměli žádný přístup do Hitlerových pokojů během rozhodující chvíle mezi 15:00 a 16:00.
Günsche opustil studovnu a oznámil, že vůdce je mrtev. Obě těla byla vynesena do přízemí a únikovým východem do zahrady za říšským kancléřstvím, kde byla polita benzínem. Poté, co první pokusy zapálit benzín selhaly, odešel Linge zpět do bunkru a vrátil se s velkými rolemi papíru. Bormann papír zapálil a odhodil na mrtvá těla. Jakmile se mrtvoly rozhořely, malá skupinka, zahrnující Bormanna, Günscheho, Lingeho, Goebbelse, Petera Högela, Ewalda Lindloffa a Hanse Reissera, pozvedla ruce k salutu, přestože stála téměř ve vchodu do bunkru.
Okolo 16:15 nařídil Linge Heinzi Krügerovi a Werneru Schwiedelovi smotat a zapálit koberec z Hitlerovy pracovny. Oba muži smotali zakrvácený koberec a vynesli jej do zahrady. Tady byl položen na zem a spálen.
Během odpoledne Sověti ostřelovali území kolem kancléřství. Příslušníci SS přinesli další benzín k dalšímu pálení mrtvol. Linge později uvedl, že těla nebyla spálena úplně, protože se tak dělo na otevřeném prostranství, kde je distribuce tepla různá. Pálení mrtvol trvalo od 16:00 do 18:30. V 18:30 Lindloff a Reisser zakryli těla v mělkém kráteru po granátu.

## Dozvuky

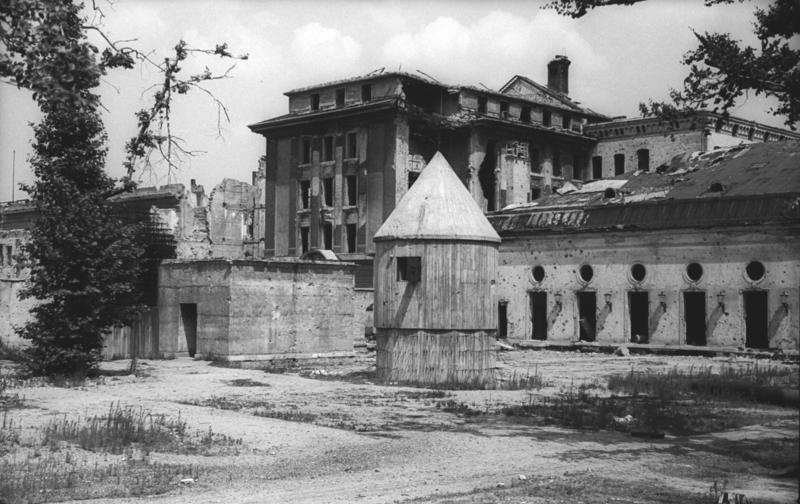
Pozůstatky nadzemní části vůdcova bunkru na zahradě říšského kancléřství. Vchod je vlevo, kruhovitá stavba patří ke generátorům a ventilaci.

První náznaky okolnímu světu, že Hitler je mrtev, přišly od Němců samotných. Prvního května přerušilo Reichssender Hamburg, patřící k dříve silné rozhlasové stanici Deutschlandsender, která vysílala napříč Evropou, svůj obvyklý program, aby oznámilo, že se brzo uskuteční důležité vysílání. Následovalo oznámení velkoadmirála Karla Dönitze, kterého Hitler ve své vůli označil za svého nástupce, který Němce vyzval, aby truchlili za svého vůdce, jenž padl jako hrdina v hlavním městě říše. Dönitz řekl, že jeho jediný cíl v pokračující válce je ochránit Německo před destrukcí postupujícím bolševickým nepřítelem. Dodal, že pokud jeho cíl naruší i Američané a Britové, povede proti nim defenzivní boj. Jeho taktika byla docela úspěšná – dovolila 1,8 milionu Němcům vyhnout se sovětskému zadržení. Na druhou stranu si to vyžádalo značné krveprolití.
Prvního května ráno, třináct hodin po rozhodující události, obdržel Stalin zprávu, že se Hitler zastřelil. Generál Krebs to řekl sovětskému generálovi, Vasiliji Čujkovovi, když se sešli ve 4 hodiny ráno, kdy se Němci snažili dojednat přijatelné podmínky kapitulace. Stalin si nejprve vyžádal bezpodmínečnou kapitulaci a potvrzení, že Hitler je mrtev. Chtěl nalézt jeho mrtvolu. V brzkých ranních hodinách 2. května Sověti obsadili říšské kancléřství. Dole v bunkru se generálové Krebs a Burgdorf zastřelili.
Později 2. května nalezly jednotky Směrš, pověřené pátráním po vůdcově mrtvole, ostatky Hitlera, Evy Braunové a dvou psů, pokládaných za Blondi a jejího potomka Wulfa. Stalin se stále měl na pozoru před tím, aby uvěřil, že je jeho odvěká nemesis po smrti, a tak zakázal, aby byla informace uvolněna veřejnosti. Ostatky byly opakovaně pohřbívány a exhumovány, jak se Směrš přesouvala z Berlína na nové místo do Magdeburgu. Zde byly pohřbeny i se spálenými mrtvolami ministra propagandy Goebbelse a jeho rodiny na neoznačeném místě pod vybetonovanou částí předního nádvoří. Místo bylo přísně utajeno.

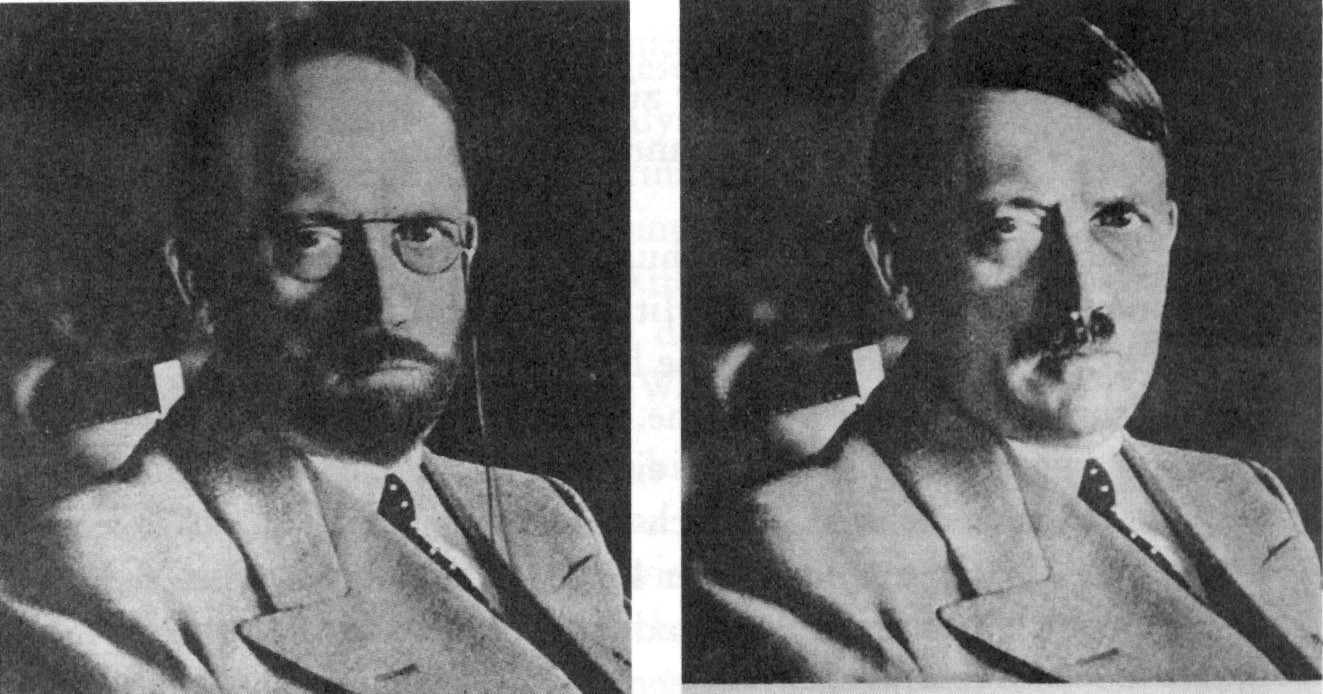
Hitler vyobrazený americkými tajnými službami roku 1944 ukazujícími, jak by se mohl zamaskovat, aby unikl zatčení.

Sovětský svaz prezentoval rozdílné verze Hitlerova osudu, závisející na jeho aktuální politice. Bezprostředně po roce 1945 tvrdil, že nezemřel, ale uletěl a postarali se o něj jeho západní spojenci. Na čas to v západních mocnostech vyvolalo pochybnosti. Šéf státního zastupitelství USA v Norimberku, Thomas J. Dodd, řekl, že: „Nikdo nemůže říci, že je mrtev.“ Když se prezident Truman zeptal Stalina na postupimské konferenci v srpnu 1945, zda je Hitler mrtev, odpověděl pouze: „Ne.“ Přitom měl Sovětský svaz 11. května 1945 k dispozici Hitlerova zubaře Huga Blaschkeho, který potvrdil, že nalezené ostatky patří Hitlerovi a Braunové. V listopadu 1945 Dick White, tehdejší šéf kontrarozvědky v britské části Berlína (a pozdější šéf MI5 a MI6), nechal svého agenta Hugha Trevor-Ropera případ prošetřit, aby mohl vyvrátit tvrzení Sovětů. Jeho poznatky o Hitlerových posledních dnech a sebevraždě, které sepsal do svého hlášení, byly v roce 1947 vydány jako kniha.
V roce 1969 byla kniha ruského novináře Lva Bezymenského o Hitlerově smrti publikována na západě. Obsahovala pitevní zprávy od Směrš, ale kvůli dřívějším pokusům ze strany SSSR o zmatení ji západní historikové pokládali za nedůvěryhodnou.
V roce 1970 měla být zařízení Směrše předána do rukou vlády NDR. Z obav, že by se Hitlerovo pohřebiště stalo svatyní neonacistů, nařídil ředitel KGB Jurij Vladimirovič Andropov zničit ostatky pohřbené v Magdeburgu 21. února 1946. Sovětský tým KGB dostal detailní informace o pohřbu. Čtvrtého dubna 1970 byly z pod betonu parkoviště centrály Směrš na ulici Westendstrasse 32 (dnes Klausenerstrasse 23) tajně exhumovány dřevěné boxy obsahující ostatky Josepha Goebbelse, Magdy Goebbels, jejich šesti dětí, Evy Hitler, Adolfa Hitlera a generála Krebse v pokročilém stádiu rozkladu. Ostatky byly důkladně spáleny, rozdrceny a popel vhozen z mostu Schweinebrücke do říčky Ehle, jednoho z přítoků Labe v blízkosti městečka Biederitz.
Jelena Rževskaja, bývalá sovětská válečná tlumočnice, podala své svědectví v knize Paměti válečné tlumočnice (Записки военного переводчика).